# Chuck (альбом Чака Беррі)
Chuck — останній студійний альбом американського рок-н-рол музиканта Чака Беррі; перша платівка за 38 років, яка складається в основному із нового матеріалу. Чак Беррі присвятив цю роботу «своїй коханій дружині Тодді», з якою вони прожили 68 років.

## Про альбом
Ще до смерті музиканта 18 березня 2017 року було відомо, що цей альбом стане останнім у його кар'єрі. 21 березня 2017 року — через три дні після смерті Беррі — було анонсовано дату виходу платівки 16 червня 2017 року. Цього ж дня було представлено перший за 40 років сингл — композицію «Big Boys».

## Список композицій
Список композицій альбому було представлено 21 березня 2017 року.
| #   | Назва                   | Тривалість |
| --- | ----------------------- | ---------- |
| 1.  | «Wonderful Woman»       | 5:19       |
| 2.  | «Big Boys»              | 3:05       |
| 3.  | «You Go to My Head»     | 3:21       |
| 4.  | «3/4 time (Enchiladas)» | 3:47       |
| 5.  | «Darlin»                | 3:20       |
| 6.  | «She Still Loves You»   | 3:00       |
| 7.  | «Lady B. Goode»         | 2:55       |
| 8.  | «Jamaica Moon»          | 3:50       |
| 9.  | «Dutchman»              | 3:47       |
| 10. | «Eyes of Man»           | 2:27       |

## Учасники запису
- Чак Беррі — гітара, вокал, продюсювання

The Blueberry Hill Band
- Роберт Лер — фортепіано
- Джиммі Марсала — бас-гітара
- Кіт Робінсон — ударна установка

Додаткові музиканти
- Чарльз Беррі-молодший — гітара
- Інгрід Беррі — гармоніка
- Том Морелло — гітара у «Big Boy»
- Натаніель Ретеліфф — гітара у «Big Boy»

## Чарти
| Чарт (2017)                                  | Найвища позиція |
| -------------------------------------------- | --------------- |
| Австрія Austrian Albums (Ö3 Austria)         | 19              |
| Бельгія Belgian Albums (Ultratop Flanders)   | 61              |
| Бельгія Belgian Albums (Ultratop Wallonia)   | 39              |
| Чехія Czech Albums (ČNS IFPI)                | 21              |
| Нідерланди Dutch Albums (MegaCharts)         | 61              |
| Франція French Albums (SNEP)                 | 39              |
| Італія Italian Albums (FIMI)                 | 72              |
| Нова Зеландія Heatseekers Albums (RMNZ)      | 7               |
| Шотландія Scottish Albums (OCC)              | 10              |
| Іспанія Spanish Albums (PROMUSICAE)          | 23              |
| Швеція Swedish Albums (Sverigetopplistan)    | 34              |
| Швейцарія Swiss Albums (Schweizer Hitparade) | 14              |
| Велика Британія UK Albums (OCC)              | 9               |
| США Billboard 200                            | 49              |
| США Independent Albums (Billboard)           | 2               |
| США Top Rock Albums (Billboard)              | 9               |